# L'Affaire Seznec
Pour les articles homonymes, voir Seznec (homonymie).
Pour plus de détails, voir Fiche technique et Distribution.
L'Affaire Seznec est un téléfilm français réalisé par Yves Boisset, d'après le livre de Denis Langlois. Il a été diffusé en deux parties en 1993.

## Synopsis
Guillaume Seznec, propriétaire d'une petite scierie bretonne, s'est enrichi durant la Première Guerre mondiale avec des blanchisseries. Il décide de s'associer à Pierre Quéméneur, un conseiller général affairiste, pour vendre dans des circonstances assez troubles des voitures américaines aux Soviétiques. 
En 1923, les deux hommes quittent la Bretagne à bord d'une vieille Cadillac qu'ils espèrent vendre à un étrange intermédiaire parisien comme échantillon. Après quinze heures de voyage et beaucoup de pannes, Seznec et Quéméneur se retrouvent immobilisés à Houdan, à une soixantaine de kilomètres à l'ouest de Paris. 
Plus personne ne reverra Quéméneur. Seznec affirme l'avoir laissé à la gare de Houdan, d'où il voulait selon lui gagner Paris par le train. Mais il devient rapidement le suspect numéro un de sa disparition... Les charges s'accumulent contre lui et l'enquête comme le procès sont menés exclusivement à charge, pour un meurtre dont on ne retrouvera jamais le cadavre. Seznec est condamné aux travaux forcés à perpétuité et envoyé au bagne en Guyane.

## Fiche technique
- Titre : L'Affaire Seznec
- Réalisation : Yves Boisset
- Scénario, adaptation et dialogues : Yves Boisset, Alain Scoff et Denis Langlois
- Production : Jean-Claude Guérin
- Chef de production : Pascal Ralite
- Sociétés de production : Club d'Investissement Média, ETA Taurus, GMT Productions, La Sept Cinéma, RAI Radiotelevisione Italiana, Société Française de Production (SFP), TF1 Films Production
- Musique : Angélique Nachon et Jean-Claude Nachon
- Image : Jacques Loiseleux
- Casting : Françoise Menidrey, Evy Figliolini et Jean-Pierre Lebrun
- Décors : Claude Bouvard, Jacques Rouxel
- Costumes : Fanny Jakubowicz
- Son : Pascal Chauvin, Anne Le Campion, Jean-Paul Loublier et Nadine Muse
- Mixages : Bernard Rolland
- Maquillage : Jean-Claude Chicot, Fabienne Gervais
- Script : Jacqueline Granier-Deferre
- Photographe de plateau : Roland Gautherin et Christian Weyers
- Pellicule : 35 mm, couleur, HDTV (1250i) vidéo
- Distribution : TF1
- Pays :  France
- Genre : historique, drame, biopic
- Durée : 196 minutes (en 2 parties)
- Date de sortie : 
  - France : 7 janvier 1993 (TV) sur  TF1

## Distribution
- Christophe Malavoy : Guillaume Seznec
- Nathalie Roussel : Marie-Jeanne Seznec
- Madeleine Robinson : Madame Seznec mère
- Jean Yanne :  Pierre Quéméneur
- Jacques Spiesser : Émile Petitcolas
- Roland Blanche : le commissaire Vidal
- Maxime Leroux : l'inspecteur Bonny
- Jean-Marc Bory : le commandant Romain
- Didier Agostini : l'inspecteur Rouyère
- Bernard Bloch : François Le Her
- Jean Bouchard : maître Pouliquen
- Philippe Brizard : l'assureur de Morlaix
- Julien Bukowski : le gardien du dépôt
- Jacques Chailleux : un postier du Havre
- Agnès Château : Jenny Quéméneur
- Henri Delmas : le notable de Morlaix
- Hubert Deschamps : Julien Legrand
- Jacques Disses : un notable de Morlaix
- William Doherty : un officier de l'US Army
- Albert Dray : le postier de Paris
- Jean-Pol Dubois : le juge d'instruction Champion
- Bill Dunn : un officier de l'US Army
- François Dyrek : le quincaillier de Houdan
- Michel Fortin : Samson
- Eliane Gallet : une serveuse du Plat d'Étain
- Marcel Gassouk : le chef de gare de Dreux
- Arlette Gilbert : Angèle
- Catherine Hamilty : une serveuse du Plat d'Étain
- Clément Harari : l'huissier Mas
- Emma Javayoles : la vendeuse du Havre
- Bernard Lincot : le garagiste Hodey
- Ged Marlon : Louis Quéméneur
- Jean-Paul Muel : le commissaire Cunat
- Michel Pilorgé : l'inspecteur Fabréga
- Julie-Anne Roth : Marie Seznec
- Jean Reney : Chenouard
- Michel Ruhl : le colonel Brest
- Isabelle Wolfe : l'employée du journal
- Jérôme André : Petit Guillaume Seznec
- Hugues Le Du : Petit Guillaume Seznec
- Katell Daunis : Jeanne Seznec
- Marie Daunis : Jeanne Seznec
- Christophe Lelouarn : Albert Seznec
- Frédéric Lelouarn : Albert Seznec
- Marine Moulinet : Marie Seznec
- Jean-Pierre Bagot : l'avocat général
- Pierre Belot : le premier assesseur
- Bernard Colombe : le premier juré
- Hubert de Lapparent : l'expert
- André Falcon : le directeur du pénitencier
- Gilles Gaston-Dreyfus : maître Kahn
- Agnès Gattegno : la bourgeoise
- Raymond Gérôme : le président de la cour d'assises
- Arsène Jiroyan : Roppars
- André Julien : Lajat
- Daniel Léger : monsieur Vlet
- Jean-Marie Lemaire : le chef de camp de Saint-Laurent
- Daniel Manuel : le juge Hervé
- Félix Marten : Charles Huzo
- Bob Martet : le bagnard Maurice
- Benoît Muracciole : le gendarme de la battue
- Claude Pascadel : le deuxième assesseur
- Cléa Pastore : Jeanne Seznec à 35 ans
- Alain Scoff : le bagnard Guyot
- Christian Van Cau : l'huissier de la cour d'assises
- Marine Boisset : Denis Seznec (bébé)
- Eric Dollet : un garde mobile au tribunal

## Distinctions
- Sept d'or 1994 : Meilleur réalisateur de fiction pour Yves Boisset
- Sept d'or 1994 : Meilleur film de TV
- Sept d'or 1994 : Meilleur auteur pour Yves Boisset